# آلینا مارتیروسیان
آلینا مارتیروسیان (ارمنی: Ալինա Մարտիրոսյան؛  ۶ مهٔ ۱۹۷۹) یک بازیگر اهل ارمنستان است. وی بین سال‌های - تا - میلادی فعالیت می‌کرد.

## زندگی‌نامه
وی در ۶ مهٔ ۱۹۷۹ در ایروان به دنیا آمد و از کالج دولتی هنر رقص ایروان و دانشگاه دولتی علوم پرورشی خاچاطور آبوویان ارمنستان فارغ‌التحصیل شد. وی خواهر نارک مارتیروسیان می‌باشد. در سن ۱۷ سالگی ازدواج نمود و در ۱۹ سالگی فرزندش به دنیا آمد و همسرش را نیز از دست داد. در سال ۱۹۹۶ در جشنواره زیبایی دختر شایسته ارمنستان شرکت نمود  در سال ۲۰۱۶ با کارن آرایان ازدواج نموده است.